# Labuan Aji (Tarano)
Labuan Aji is een bestuurslaag in het regentschap Sumbawa van de provincie West-Nusa Tenggara, Indonesië. Labuan Aji telt 2425 inwoners (volkstelling 2010).